# Clapton (álbum)
Clapton é o vigésimo álbum de estúdio do guitarrista e cantor-compositor inglês Eric Clapton. Foi lançado em 27 de setembro de 2010 no Reino Unido e no dia seguinte nos Estados Unidos. O álbum é composto de uma mistura de material novo e de covers. Clapton tocou em faixas do álbum como "Rocking Chair" e "When Somebody Thinks You're Wonderful" ao vivo na turnê. Clapton declarou que "Esse álbum não era o que eu estava esperando ser em tudo. É realmente melhor do que era para ser, porque, de certa forma, eu simplesmente deixei isso acontecer."
Clapton estreou em #7 no UK Albums Chart, sendo o seu álbum em melhor posição na parada desde Reptile de 2001. Nos Estados Unidos entrou na Billboard 200 em #6, com 47.000 cópias vendidas na sua primeira semana na parada. O álbum alcançou as cinco primeiras cinco posições na Alemanha, Áustria, Dinamarca, Espanha, Noruega, Suécia e Suíça.

## Recepção crítica
| Críticas profissionais                                                      | Críticas profissionais |
| Avaliações da crítica                                                       | Avaliações da crítica  |
| Fonte                                                                       | Avaliação              |
| --------------------------------------------------------------------------- | ---------------------- |
| Allmusic                                                                    | [ 4 ]                  |
| Billboard                                                                   | (favorável)            |
| Entertainment Weekly                                                        | (C)                    |
| Los Angeles Times                                                           | [ 7 ]                  |
| PopMatters                                                                  | [ 8 ]                  |
| Rolling Stone                                                               | [ 9 ]                  |
| Esta tabela precisa de ser acompanhada por texto em prosa. Consulte o guia. |                        |

De acordo com o site de críticas Metacritic, Clapton recebeu uma média de 72/100, o que representa avaliações em sua maioria positivas pelos críticos musicais. Stephen Thomas, escrevendo para o Allmusic, afirma que "não há gravação semelhante em todo o catálogo de Eric Clapton" e destaca que o álbum "flui naturalmente, o blues nunca muito pesado, o jazz de Nova Orleães nunca muito lento, os clássicos nunca sonolentos, e os sons se combinando e mesclando o tempo todo." A revista Rolling Stone considera o álbu como "um projeto serenamente magistral com raízes - o guitarrita co-escreveu apenas uma canção inédita - que preenchem todas as expectativas em repertório". 

### Premiações
Na 53ª cerimônia dos Prêmios Grammy, a canção "Run Back to Your Side", penúltima faixa do álbum, foi indicado ao Prêmio Grammy de Melhor Performance Solo de Rock, perdendo para "Helter Skelter", de Paul McCartney. 

## Lista de faixas
1. "Travelin' Alone" (Lil' Son Jackson) – 3:56
2. "Rocking Chair" (Hoagy Carmichael) – 4:04
3. "River Runs Deep" (J.J. Cale) – 5:52
4. "Judgement Day" (Snooky Pryor) – 3:13
5. "How Deep Is the Ocean?" (Irving Berlin) – 5:29
6. "My Very Good Friend the Milkman" (Johnny Burke, Harold Spina) – 3:20
7. "Can't Hold Out Much Longer" (Walter Jacobs) – 4:08
8. "That's No Way to Get Along" (Robert Wilkins) – 6:07
9. "Everything Will Be Alright" (Cale) – 3:51
10. "Diamonds Made from Rain" (Doyle Bramhall II, Nikka Costa, Justin Stanley) – 4:22
11. "When Somebody Thinks You're Wonderful" (Harry M. Woods) – 2:51
12. "Hard Times Blues" (Lane Hardin) – 3:45
13. "Run Back to Your Side" (Bramhall, Eric Clapton) – 5:17
14. "Autumn Leaves" (Joseph Kosma, Johnny Mercer, Jacques Prévert) – 5:40

Ericclapton.com Deluxe Limited Edition bonus track
1. "You Better Watch Yourself"

Barnes & Noble e Best Buy bonus track
1. "Take a Little Walk with Me"

iTunes bonus track
1. "I Was Fooled"

Amazon.com bonus track
1. "Midnight Hour Blues"

## Créditos
As seguintes pessoas contribuíram para Clapton:
Intérpretes
- Eric Clapton – vocal, guitarra, bandolim
- Doyle Bramhall II – guitarra, vocal, percussão, arranjo vocal
- J. J Cale – guitarra, vocal
- Jim Keltner – bateria, percussão
- Willie Weeks – baixo elétrico, contrabaixo
- Walt Richmond – piano, teclados, órgão Hammond, piano elétrico Wurlitzer
- Derek Trucks – guitarra, slide guitar
- Paul Carrack – órgão Hammond
- Sereca Henderson – órgão
- Orquestra Filarmônica de Londres – cordas
- Allen Toussaint – piano
- Wynton Marsalis – trompete
- Kim Wilson – harmônica em "Judgement Day" and "Can't Hold Out Much Longer"
- Sheryl Crow – vocal
- Nikka Costa – backing vocal
- Terry Evans – backing vocal
- Willie Green, Jr. – backing vocal
- Lynn Mabry – backing vocal
- Arnold McCuller – backing vocal
- Debra Parsons – backing vocal
- Steve Winwood - guitarras, vocal, Hammond B3

Produção
- Eric Clapton, Doyle Bramhall II, Justin Stanley – produtores
- Doyle Bramhall II – fotografia
- Nigel Carroll – fotografia
- Debbie Johnson – coordenação da Produção